# Iris Fuentes-Pila
Iris María Fuentes-Pila Ortiz (Santander, Cantabria, 10 de agosto de 1980) es una exatleta española especializada en el medio fondo (1500 metros).
Ha sido internacional con la Selección de atletismo de España en 24 ocasiones. Ha participado en dos Juegos Olímpicos, dos Campeonatos Mundiales, dos Campeonatos Europeos, dos Campeonatos Europeos de Pista Cubierta, tres Campeonatos Mundiales de Campo a Través y dos Campeonatos Europeos de Campo a Través, entre otros torneos de importancia.
Ha obtenido numerosas victorias en su carrera, entre las que destacan el título por equipos en el Campeonato Europeo de Campo a Través, dos Campeonatos de España al aire libre en 1500 metros, dos Campeonatos de España en Pista Cubierta en 1500 metros, tres títulos en los Campeonatos de España Promesa en 800 y 1500 metros, o un Campeonato de España de Campo a Través.

## Biografía

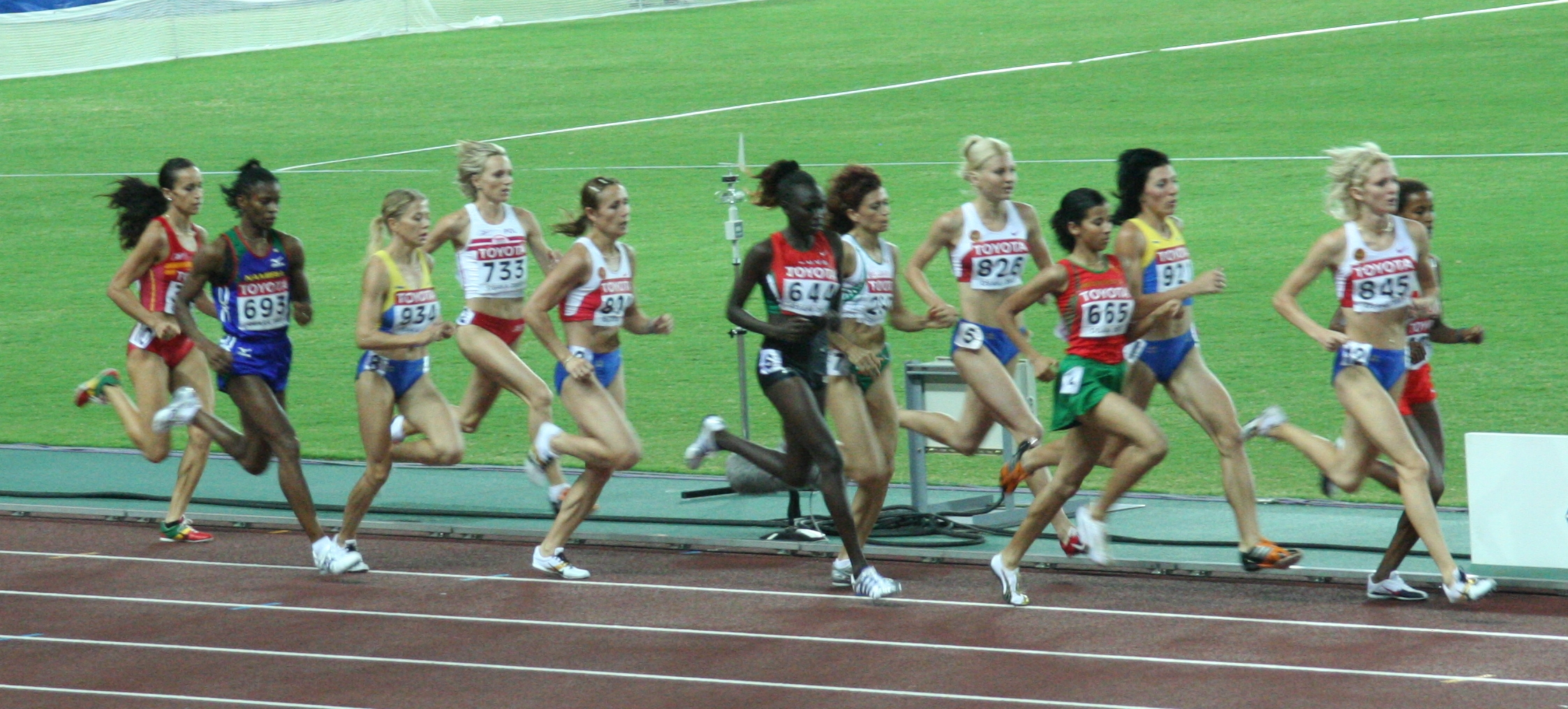
1500 metros en el Campeonato Mundial de Atletismo de 2007 con Iris a la izquierda de la fotografía.

### Comienzos
En julio de 1998 disputó en Annecy el Campeonato Mundial Júnior de Atletismo. Disputó la primera ronda, en la que fue cuarta con una marca de 2:11.07, por detrás de Ingvill Makestad, Jebet Langat y Oksana Luneva, siendo por lo tanto eliminada. Al año siguiente participó en el Campeonato de Europa júnior de campo a través, siendo la 62.ª clasificada. En 2001 participó en los Juegos Mediterráneos disputados en Túnez, terminando en octavo puesto de los 1500 metros con un tiempo de 4:23.20. También disputó el Campeonato Europeo sub-23 celebrado en Ámsterdam, donde terminó en cuarto lugar de la prueba de 1500 metros con un tiempo de 4:13.10. Ganó en la primera edición del Gran Premio de Los Corrales de Buelna en la prueba de 800 metros con un tiempo de 2,06,89.

### 2002 a 2006
En febrero de 2002 en Sevilla, se adjudicó por primera vez el Campeonato de España de 1500 metros con una marca de 4:16.69. Gracias a este título pudo acudir al mes siguiente al Campeonato Europeo de Atletismo en Pista Cubierta de 2002 en Viena, donde no se clasificó para la final de los 1500 metros. En agosto participó también en el Campeonato Europeo de Atletismo de 2002 en Múnich, donde terminó undécima en los 1500 metros, con un tiempo de 4:13.02.
El 30 de marzo de 2003 disputó su primer Campeonato Mundial de Campo a Través en distancia corta en Lausanne, siendo la 52.ª clasificada final y la 4.ª española con un tiempo de 13:50. Por selecciones fueron las octavas. Al año siguiente volvió a disputar el Campeonato Mundial de Campo a Través en Bruselas, y fue la 36.ª clasificada y 1.ª española con un tiempo de 14:12. Por selecciones fueron nuevamente octavas. En agosto acudió con el equipo español a los Juegos Olímpicos de Atenas 2004 en la prueba de 1500 metros junto a Natalia Rodríguez y Nuria Fernández. Iris pasó la primera ronda tras obtener un tiempo de 4:06.32, y se clasificó para las semifinales, donde fue eliminada tras tener un tiempo de 4:07.69.
En 2005 disputó el que ha sido hasta ahora su último Campeonato Mundial de Campo a Través. Fue la 76.ª clasificada y 3.ª española con un tiempo de 15 minutos. También disputó el Campeonato de España de Pista Cubierta, donde fue cuarta con un tiempo de 9:28.41. Al año siguiente fue tercera en el Campeonato de España en Zaragoza con un tiempo de 4:15.45. También participó en la prueba de 1500 metros del DecaNation en París, en la que fue sexta clasificada con un tiempo de 4:17.73.

### 2007 a 2009
A comienzos del año 2007 fue segunda en la Copa S.M. EL Rey y La Reina de clubes, y se proclamó campeona de España de 1500 metros en pista cubierta en Sevilla con un tiempo de 4:26.57. A comienzos de agosto de 2007 en el Estadio de Anoeta se proclamó por segunda vez campeona de España de 1500 metros lisos al aire libre, con un tiempo de 4:23.06. También en 2007 disputó el Campeonato Europeo de Pista Cubierta en Birmingham, siendo elegida para formar parte del conjunto español, junto con dos hermanas suyas, Margarita y Zulema. En dicha competición, tuvo que retirarse de la prueba de 3.000 metros lisos. En junio fue séptima en la Exxon Mobil Bislett Games, tercera en la Copa de Europa Superliga y en agosto participó en el Campeonato Mundial siendo sexta en la semifinal con un tiempo de 4:06.99 y décima en la final con un tiempo de 4:14.00. También disputó este año el Campeonato Europeo de Campo a Través en Toro, siendo finalmente la duodécima clasificada con un tiempo de 27:38. Gracias a este puesto, al primero conseguido por Marta Domínguez, al tercero de Rosa Morató y al decimoséptimo de Alessandra Aguilar, se proclamaron campeonas de Europa de Campo a Través por equipos. También ganó las millas de Berango, de Majadahonda, de Camargo, y participó por segundo año consecutivo en el Decanation de París en le que volvió a quedar sexta con un tiempo de 4:14.24.
En 2008 ganó por segundo año consecutivo el Campeonato de España en Santa Cruz de Tenerife con un tiempo de 4:28.62. Gracias a eso formó parte del equipo español que disputó los Juegos Olímpicos de Pekín 2008, en los cuales se clasificó para la final. En una gran carrera, obtuvo el octavo puesto con un tiempo de 4:04.86, obteniendo el diploma olímpico. Las medallistas fueron Nancy Jebet Langat (4:00.23), Iryna Lishchynska (4:01.63), Nataliya Tobias (4:01.78). Fue primera en la Copa de Europa de Primera División disputada en Leiría, Portugal, en el Campeonato de España Campo a Través por clubes disputado en Madrid y en la Copa S.M. EL Rey y La Reina de clubes en Valencia a comienzos de año. También disputó el Grand Prix de Atenas, donde terminó en sexto lugar con una marca de 4:04.44, y fue segunda en el Meeting Iberoamericano de Atletismo celebrado en Huelva.
A comienzos de 2009 ganó la Copa S.M. EL Rey y La Reina de clubes y consiguió la medalla de bronce en la prueba de 1500 metros del Campeonato de España de Atletismo celebrado en Barcelona. Gracias a este título pudo disputar por segunda vez en su carrera el Campeonato Mundial que se disputó en Berlín, y en el cual fue novena en la semifinal con un tiempo de 4:07.10. Este mismo año venció en la prueba de 5 km de Irrueta y en la Milla Internacional Urbana Delicias. Este mismo año volvió a participar en el Campeonato Europeo de Campo a Través, en Dublín, siendo en esta ocasión 16.ª. Junto al equipo español fue bronce por selecciones con 58 puntos gracias también a los puestos de Rosa Morató, Alessandra Aguilar y Nuria Fernández.

### 2010 a 2013
En abril de 2010 ganó la quinta edición de la Milla Internacional Bilbao Kirolak. Fue segunda en la prueba de 3000 metros del XIV Campeonato Iberoamericano de Atletismo de 2010 disputado en San Fernando (Cádiz) con una marca de 9:06.24. Y también disputó el Campeonato de Europa por Equipos en Noruega, terminando en undécimo lugar.
En 2011 ganó por segunda vez el Gran Premio de Los Corrales de Buelna (en esta ocasión en la prueba de 1500 metros), fue segunda en el Campeonato de España Absoluto celebrado en Málaga, sexta en el Campeonato de España Campo a Través por clubes disputado en Punta Umbría y octava en el Campeonato de España de Campo a Través. También consiguió la victoria en la Milla Internacional de Berango, después de ganar al sprint a la gran favorita, la catalana, bronce en los 1500 del Mundial de Daegu, Natalia Rodríguez con un tiempo de 4:55 y la milla Caja de Burgos Banca Cívica por delante de Isabel Macías.
En 2012 volvió a ganar el Gran Premio de Cantabria en Los Corrales de Buelna, fue cuarta en el Campeonato de España Absoluto y séptima en el Campeonato de España de Campo a Través celebrado en Gijón. Por segunda vez en su carrera disputó el Campeonato de Europa al Aire Libre, pero no se clasificó para disputar la final tras hacer una marca de 4:15.95. También se impuso en varias millas nacionales, como la de Gecho. Al igual que el año anterior, se impuso en la milla de Berango, en esta ocasión por delante de Isabel Macías.
En 2012 se había adjudicado junto a su equipo, el Club Atletismo Santutxu, el título de campeona de España de cross largo por clubes y en 2013 lo volvió a revalidar en Marina d,Or gracias al primer puesto de su compañera Trihas Gebre y al tercer puesto de Iris. En 2013 se impuso en los 10 km Villa de Laredo con una marca de 32:57, y también en el Cross Valle de Piélagos. A nivel de comunidades se adjudicó el título de campeona de España de cross con Cantabria junto a su hermana Zulema Fuentes-Pila, Elena Moreno, Irene Pelayo, Marta Tigabea y Paula González.

## Estadísticas

### Clubes
| Club                       | Año  | 800 m (Ranking)     | 1500 m (Ranking)   |
| -------------------------- | ---- | ------------------- | ------------------ |
| Pryca Vega de Pas          | 1997 | 2:13.92 (49 / 12jr) |                    |
| Pryca Vega de Pas          | 1998 | 2:06.8 (11 / 2jr)   | 4:32.21 (41 / 7jr) |
| Piélagos-Asefican          | 1999 | 2:09.95 (13 / 2jr)  | 4:42.9 (97 / 18jr) |
| Carrefour Bezana           | 2000 | 2:09.4 (14)         | 4:22.12 (9)        |
| Carrefour Bezana           | 2001 | 2:05.31 (6)         | 4:13.10 (4)        |
| Carrefour Bezana           | 2002 | 2:03.78 (6)         | 4:04.25 (3)        |
| Nike Bowerman              | 2003 | 2:05.39 (9)         | 4:13.32 (6)        |
| Nike Bowerman              | 2004 | 2:02.40 (5)         | 4:04.66 (3)        |
| Nike Bowerman              | 2005 |                     |                    |
| C.D. Nike Running          | 2006 |                     | 4:13.82 (6)        |
| FC Barcelona               | 2007 | 2:06.01 (6)         | 4:06.99 (2)        |
| Valencia Club de Atletismo | 2008 | 2:08.83 (9)         | 4:04.44 (4)        |
| Valencia Club de Atletismo | 2009 | 2:04.48 (7)         | 4:05.57 (4)        |
| Club Atletismo Santutxu    | 2010 |                     | 4:24.15 (15)       |
| Club Atletismo Santutxu    | 2011 | 2:07.18 (6)         | 4:09.71 (4)        |
| Club Atletismo Santutxu    | 2012 | 2:06.66 (5)         | 4:11.95 (4)        |

### Mejores marcas
| Distancia               | Tiempo  | Año  |
| ----------------------- | ------- | ---- |
| 800 m                   | 2:02.40 | 2004 |
| 1500 m                  | 4:04.25 | 2002 |
| 3000 m                  | 9:07.23 | 2007 |
| 3000 m (pista cubierta) | 9:04.21 | 2003 |
| 10 km. ruta             | 32:57   | 2011 |

### Récords
- Récord de Cantabria de los 1500 m lisos con un tiempo de 4:04,25 cuando formaba parte del Carrefour Bezana. Prueba disputada en Roma (Italia) el 12 de julio de 2002.[28]
- Récord de Cantabria al aire libre de los 4 x 400 m con un tiempo de 3:53.22 junto a Rocío Puente y sus hermanas Margarita y Zulema formando parte de la Selección Regional. Prueba disputada en Cartagena el 27 de julio de 2002.[28]
- Récord de Cantabria categoría promesa de los 800 m lisos con un tiempo de 2.03,78 cuando formaba parte del Carrefour-Bezana. Prueba disputada en Sevilla el 8 de junio de 2002.[28]
- Récord de Cantabria categoría promesa de los 1500 m lisos con un tiempo de 4.04,25 cuando formaba parte del Carrefour-Bezana. Prueba disputada en Roma (Italia) el 12 de julio de 2002.[28]
- Récord de Cantabria categoría júnior de los 800 m lisos con un tiempo de 2.06,88 cuando formaba parte del Pryca-Vega de Pas. Prueba disputada en Baracaldo el 1 de julio de 1998.[28]
- Récord de Cantabria en pista curbierta categoría promesa de los 1500 m lisos con un tiempo de 4.13,81 cuando formaba parte del Carrefour- Bezana. Prueba disputada en Valencia el 23 de febrero de 2002.[29]
- En 2001 logró la tercera mejor marca (actualmente la séptima) de Cantabria en los 400 m lisos con un tiempo de 57,7.[30]
- En 2004 logró la mejor marca (actualmente la segunda) de Cantabria en los 800 m lisos con un tiempo de 2:02,40.[30]
- En 2010 logró la segunda mejor marca de Cantabria en los 3000 m lisos con un tiempo de 9:06,24.[30]

## Palmarés[1]
- Campeona de España absoluta de 1500 m al aire libre (2007 y 2008).
- Campeona de España absoluta de 1500 m en pista cubierta (2002 y 2007).
- Campeona de España júnior de 800 m al aire libre (1998 y 1999).
- Campeona de España promesa de 800 m al aire libre (2000 y 2001).
- Campeona de España de cross corto (2003).
- Campeona de España Promesa de 800 m en pista cubierta (2001).
- Campeona de España Promesa de 1500 m en pista cubierta (2000 y 2002).